# Poste d'aiguillage
 (février 2010).
Si vous disposez d'ouvrages ou d'articles de référence ou si vous connaissez des sites web de qualité traitant du thème abordé ici, merci de compléter l'article en donnant les références utiles à sa vérifiabilité et en les liant à la section « Notes et références ».
Un poste d'aiguillage est un bâtiment d'une gare ou d'un complexe ferroviaire qui rassemble les dispositifs nécessaires permettant de commander des appareils de voie et des signaux.

## Configuration
Dans les petites gares le poste d'aiguillage peut se trouver dans le bâtiment voyageurs ou accolé à celui-ci, au niveau du quai. Généralement les postes d'aiguillage sont surélevés afin que les aiguilleurs aient une vision d'ensemble des voies. Les gares importantes disposent souvent de plusieurs postes.
On parle de poste à partir d'une installation d'une certaine importance. Les postes sont généralement désignés par le nom d'une localité et un numéro ou bien une lettre (par exemple: « Ermont Poste 1 » ou « Athis Poste A »). Les postes désignés par une lettre étant généralement des postes ne gérant que des voies de service. À noter que l'ancienne Compagnie des chemins de fer du Nord, en France, désignait les postes par le terme « cabine ».
L'aiguilleur est l'agent responsable de la commande des appareils de voie. Il le fait dans le cadre d'une réglementation stricte qui garantit la sécurité des circulations. Des enclenchements s'opposent aux erreurs de manipulation. L'histoire des chemins de fer a façonné l'évolution des réglementations et des techniques pour minimiser les risques.
Aujourd'hui, l'aiguilleur est souvent aussi agent-circulation, agent plus spécifiquement chargé de la gestion du trafic et des tâches de sécurité plus lourdes. Dans les grands postes d'aiguillages, il peut y avoir plusieurs aiguilleurs et plusieurs agents-circulations.

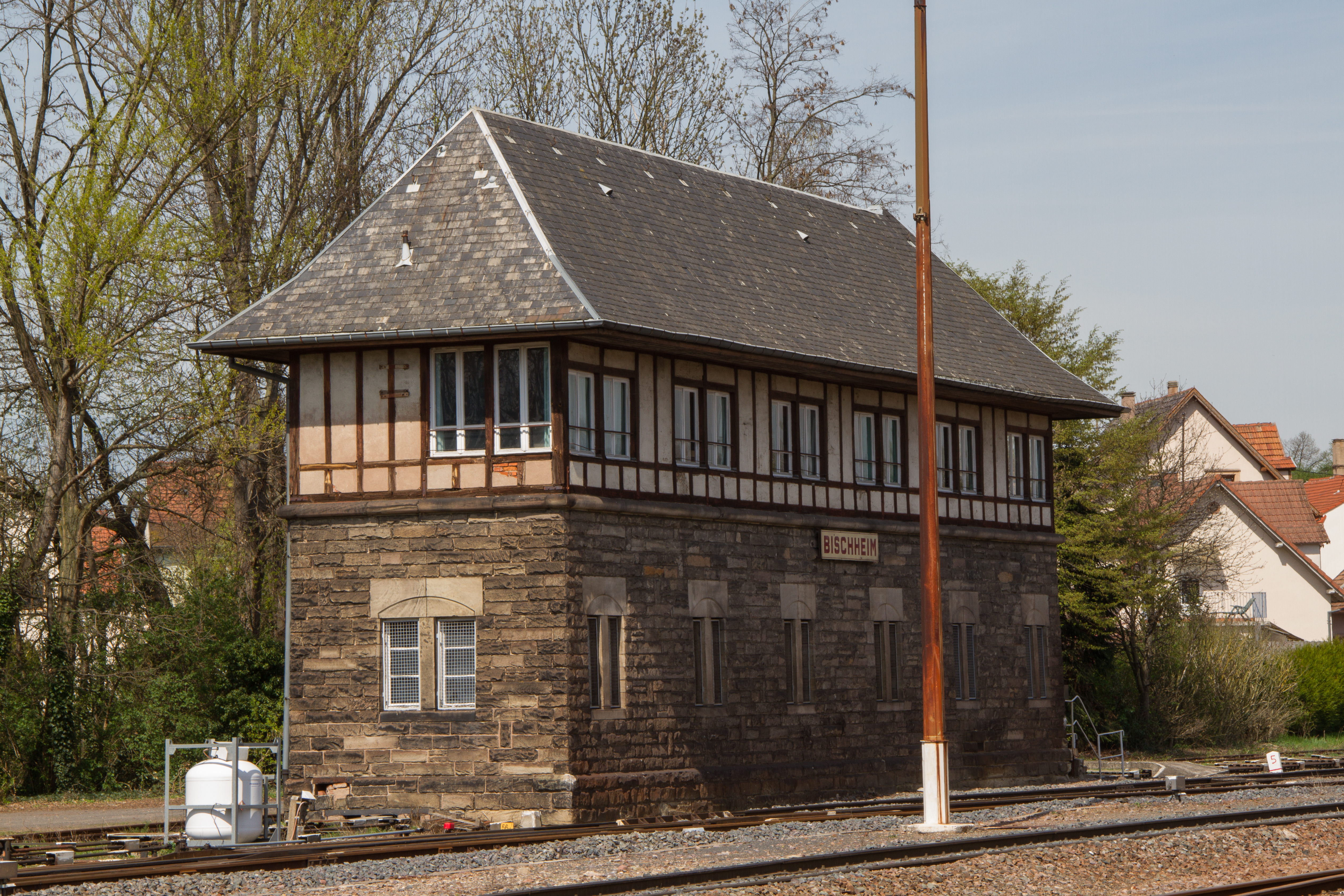
Poste d'aiguillage de la gare de Bischheim à l'architecture typique Alsace-Lorraine.
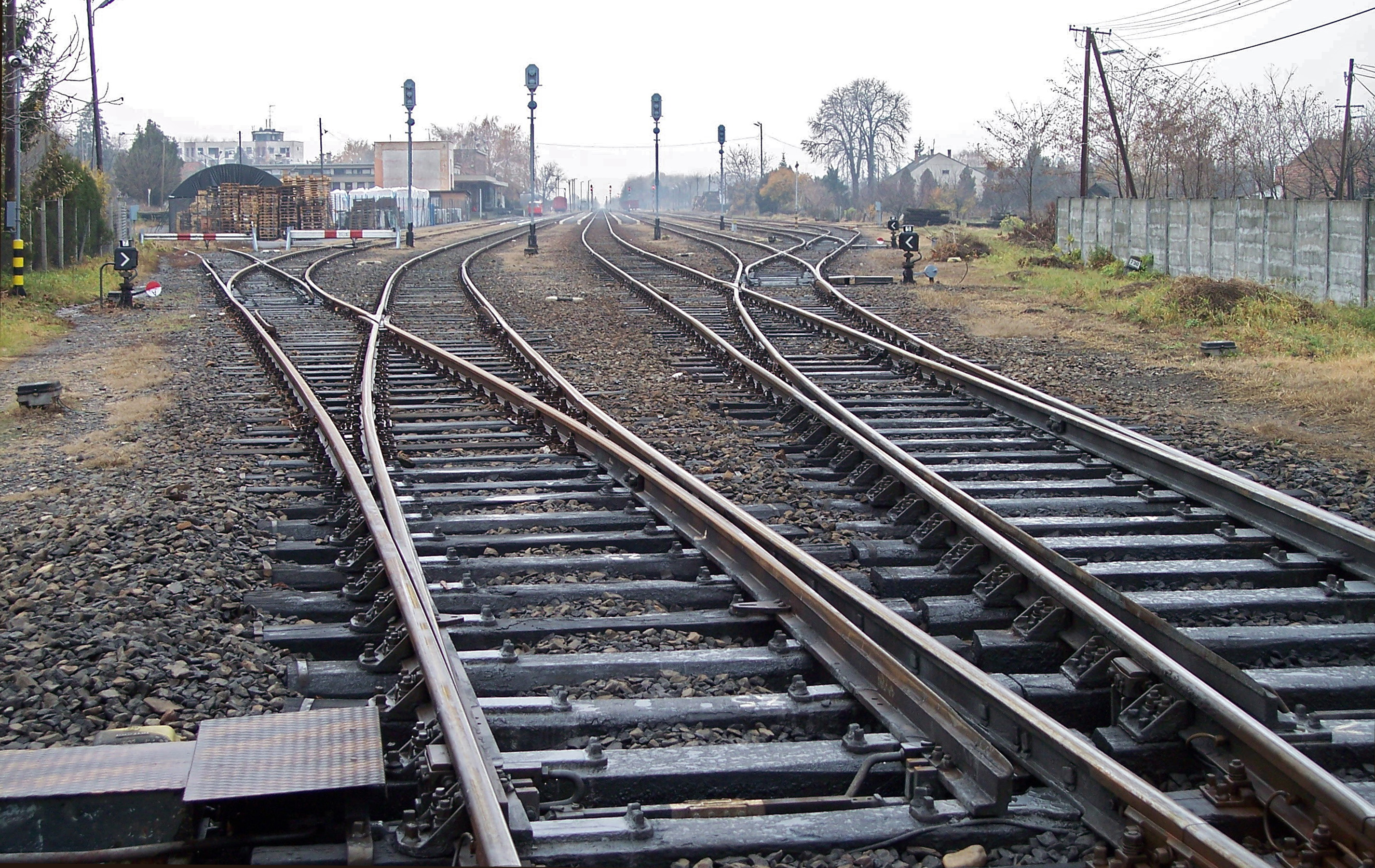
Un aiguillage est un type d'appareil de voie actionné par l'aiguilleur.
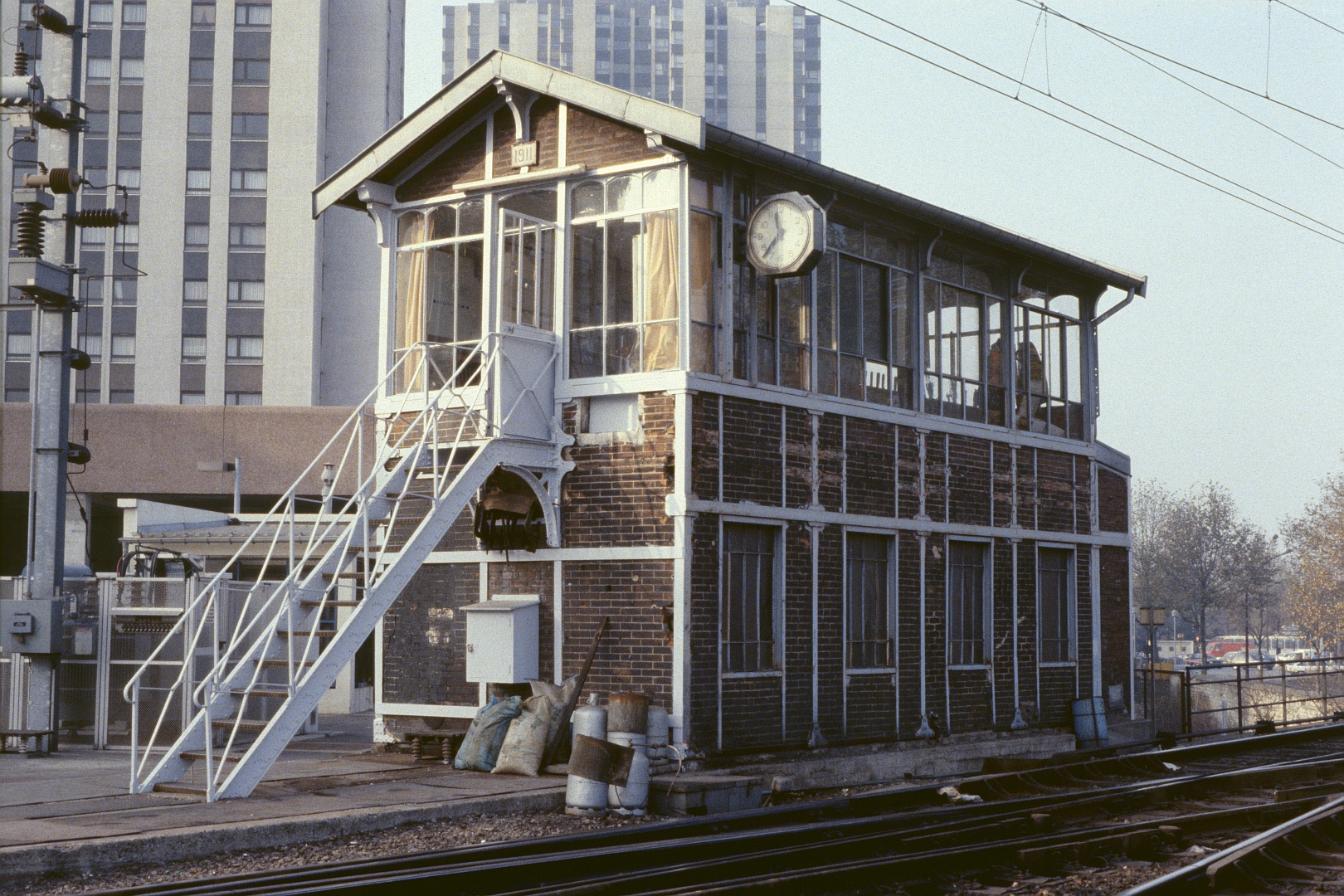
Poste d'aiguillage « Saxby » type Nord à ossature métallique et remplissage en brique, à la porte de la Chapelle.

## Les technologies des postes d'aiguillages

### Au début de l'ère ferroviaire

#### La sécurité

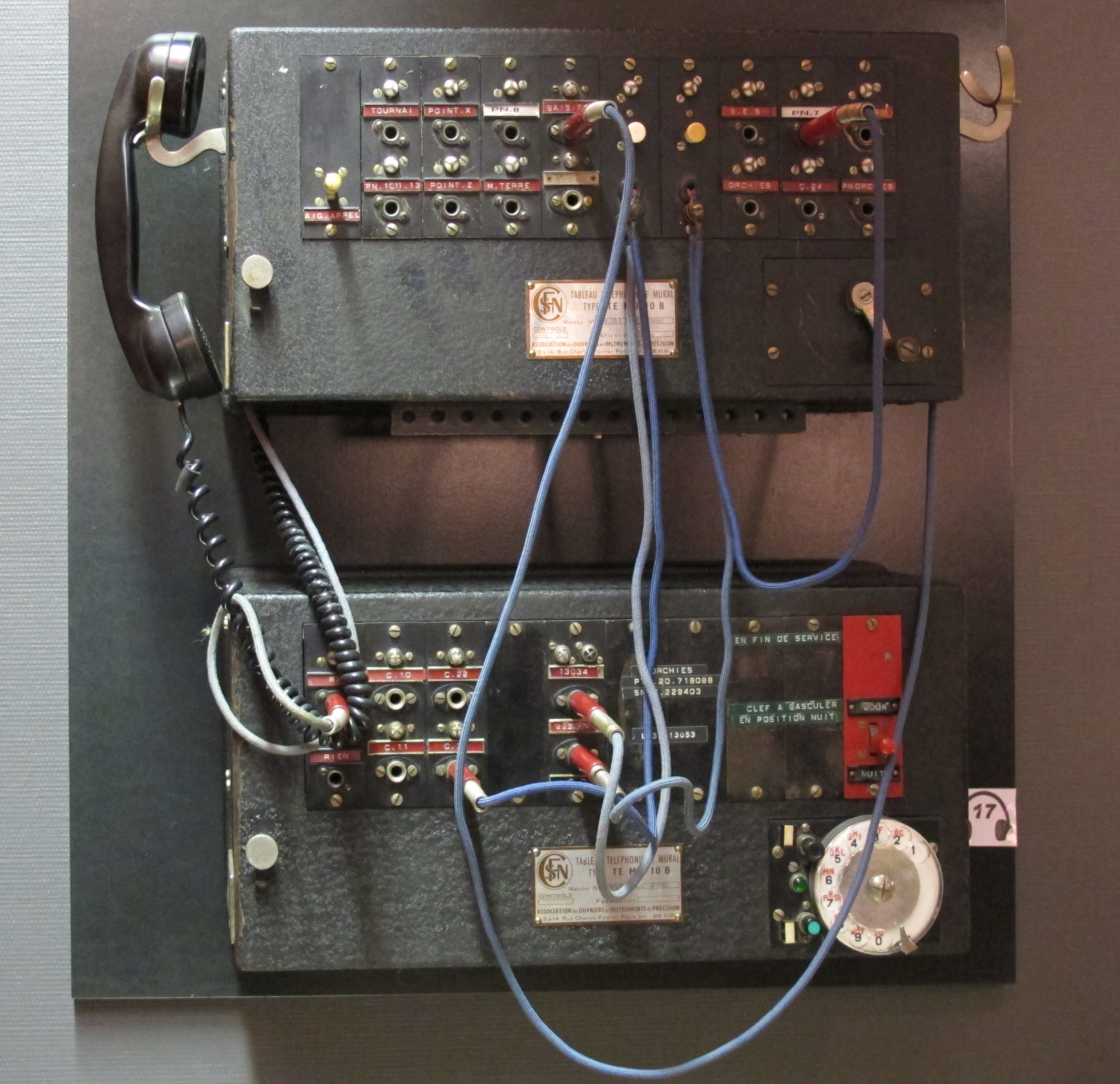
Ancien téléphone de la gare d'Ascq.

La sécurité reposait avant tout sur le strict respect d'un règlement (par exemple l'espacement des trains se faisait au « temps »…) qui trouve vite ses limites en cas de situation exceptionnelle, comme peut l'être une défaillance humaine ou technique.
Très rapidement il est apparu nécessaire d'empêcher les erreurs de manipulation : ce sont les enclenchements par serrures ou par tocs. Ceux-ci contraignent l'ordre de manipulation des leviers : telle aiguille doit être renversée avant l'ouverture de tel signal par exemple.
Les tables d'enclenchements sont apparues mais restant de capacités modestes (50 itinéraires pour les grands postes).

#### La transmission d'une commande

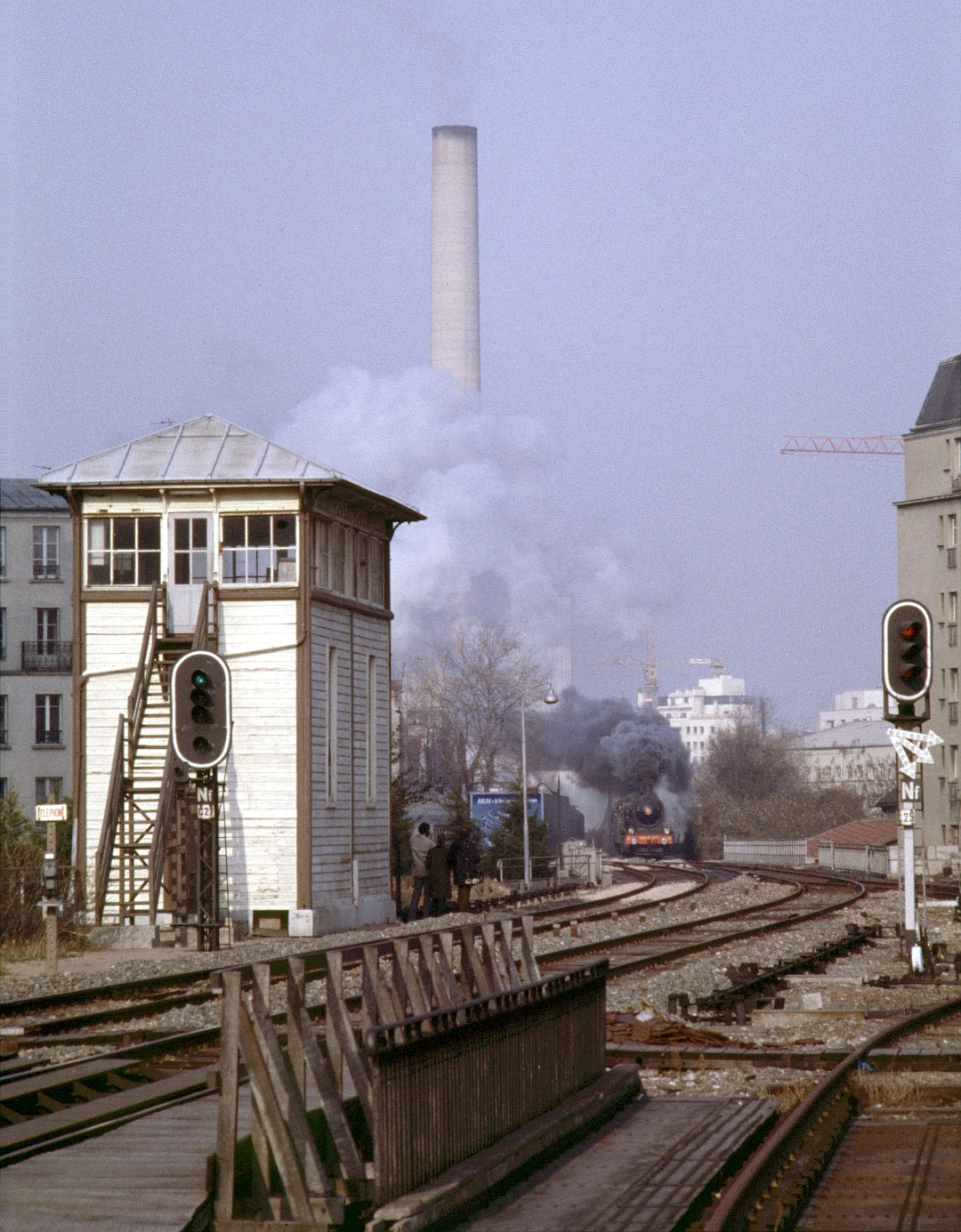
Un ancien poste d'aiguillage en bois, à l'architecture typique des Chemins de fer de Ceinture.

Les limites de l'électricité ne permettent pas d'envisager au XIXe siècle autre chose qu'une transmission mécanique d'un ordre avec fiabilité.
C'est pourquoi les organes de commandes d'anciens postes sont constitués de leviers agissant soit sur une transmission rigide soit une transmission funiculaire (par câbles et fils) voire par l'intermédiaire d'un fluide (transmission hydro).
Ces dispositions empêchent la constitution de postes importants à grand rayon d'action… la commande ne pouvant se faire que sur quelques centaines de mètres.

#### L'électricité
L'électricité « tout juste bonne à faire tinter une sonnette » a connu un réel progrès grâce à un élément électromécanique, le relais, qui s'est imposé comme un élément important de la chaîne d'enclenchements. Grâce aux relais ont pu être réalisés les enclenchements électriques et c'est une des raisons qui a donné aux postes d'aiguillage leur architecture en « champignon » surplombant les voies : la salle des aiguilleurs étant située au-dessus de la salle à relais.
Les grands postes électromécaniques permettent la fusion de postes plus petits et gagnent en rayon d'action, les appareils de voie étant commandés et contrôlés électriquement.

#### Le tout électrique
Le relais détrônera complètement l'enclenchement mécanique dans les années 1950 qui verront se multiplier les postes tout relais (voir PRS) mais il reste cependant un élément électro mécanique… Ce sont les années 1980 qui inaugureront les postes à relais à commande informatique (PRCI) puis, dans les années 1980, les postes à enclenchements  informatiques (PAI) qui pour la première fois dans l'histoire du chemin de fer ne comporteront plus de pièces mécaniques.

### L'évolution des postes d'aiguillages

#### Les postes mécaniques
Avant 1880 :

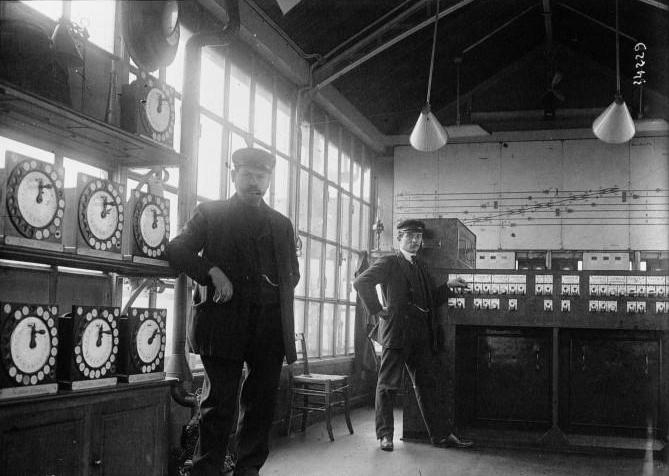
Le poste d'aiguillage de la gare des Batignolles en 1913

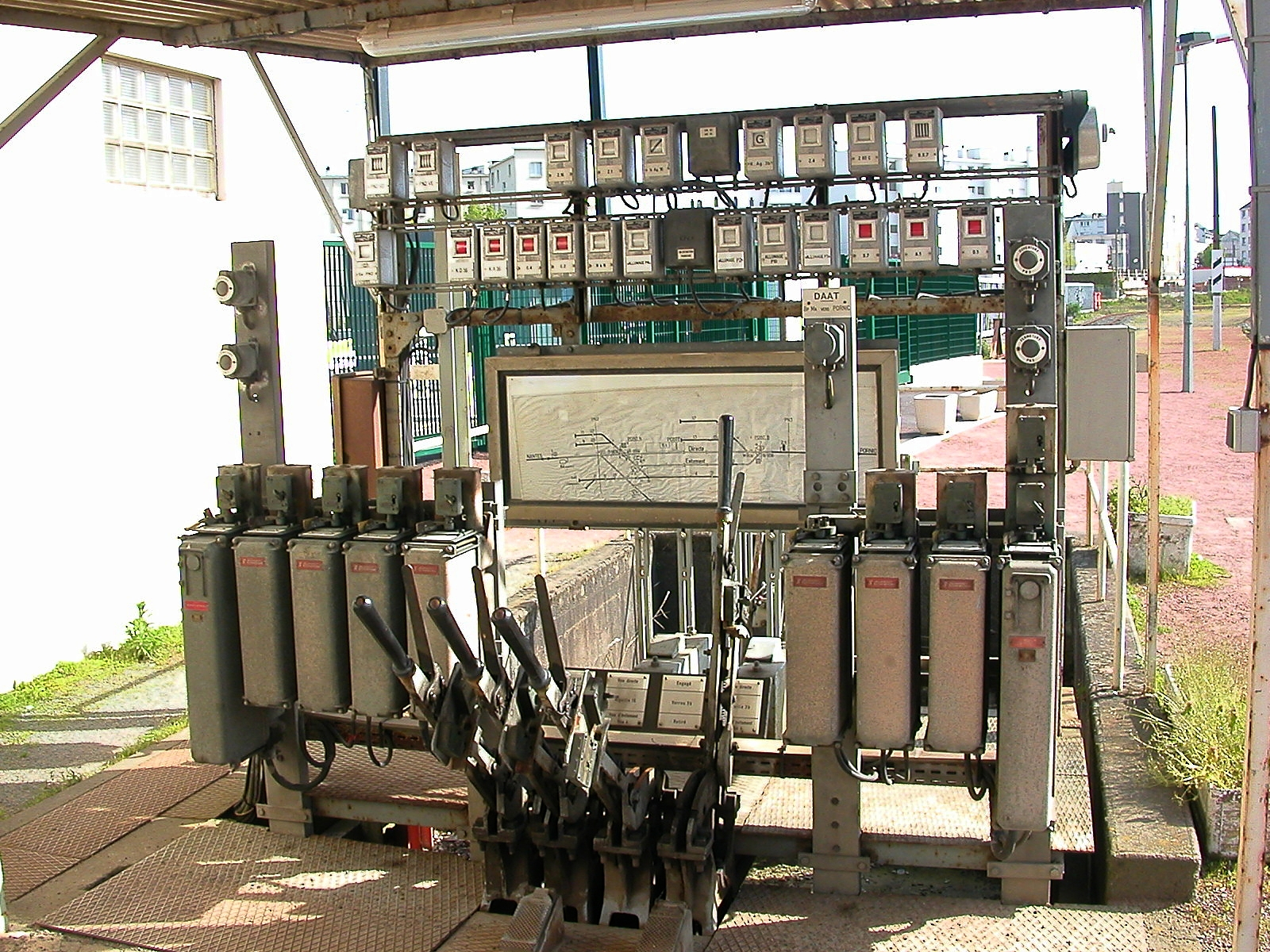
Poste d'aiguillage manuel de la gare de Rezé-Pont-Rousseau.

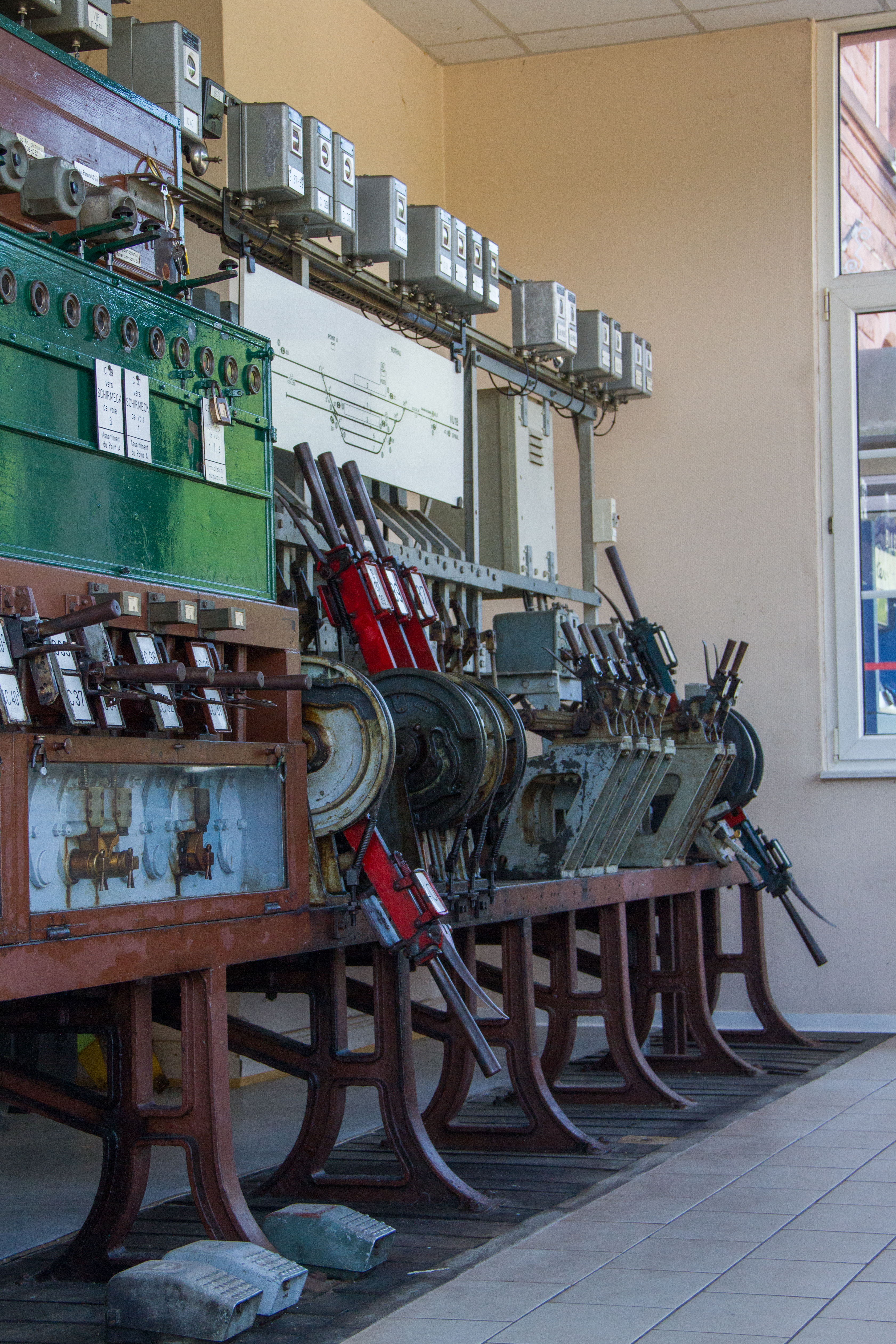
Le poste électro-mécanique de la gare de Rothau en Alsace.

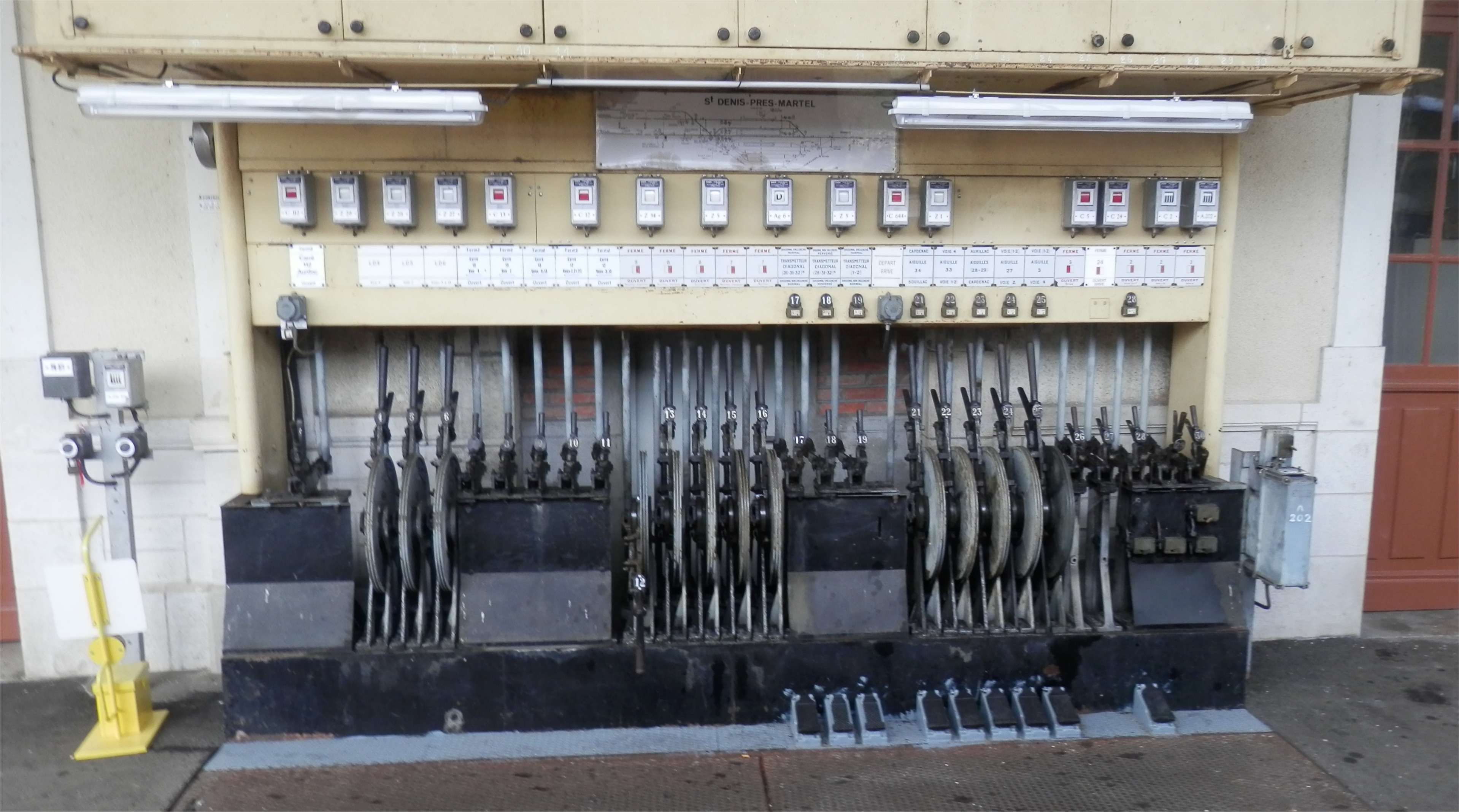
Poste d'aiguillage à la gare de Saint-Denis-près-Martel

C'est Pierre Auguste Vignier (1811-1891) qui a mis au point les premiers enclenchements mécaniques vers 1850 (des tocs entre levier d'aiguille et de signal). Ce sont les Britanniques John Saxby et Stevens qui ont développé une recherche importante dans le domaine des enclenchements mécaniques en mettant au point des tables d'enclenchements, sorte de grilles imbriquées, permettant des combinaisons d'interdiction ou d'autorisation entre organes de commande.

#### Intrusion de l'électro-mécanique dans les postes
Les différentes compagnies ont recherché le moyen de rationaliser l'exploitation des nœuds ferroviaires par des postes plus importants. C'est à la fin du XIXe siècle que sont apparus les premiers postes électro-mécaniques… avec comme principale innovation les postes à leviers d'itinéraires et l'apparition de tableaux de contrôle optique ou TCO.
Le XXe siècle a vu l'apparition des premières commandes centralisées permettant de gérer une portion de ligne. Ce fut par exemple le cas de la ligne Paris-Dijon.
La constitution de la SNCF a entraîné une recherche de standardisation et de simplification qui s'est accélérée avec la reconstruction du réseau après la Seconde Guerre mondiale : c'est la naissance des postes mécaniques unifiés type MU 45 et électromécanique type EMU 45.

#### Le tout-électrique
La réelle modernisation fut le poste d'aiguillage tout relais à transit souple (PRS) qui apparut dans les années 1950. Les organes de commande sont constitués de boutons associés à des voyants lumineux. Cependant son installation était réservée aux lignes équipées de BAL…
Une des déclinaisons fut le PAR (poste d'aiguillage et de régulation) qui non seulement gère une ou des gares mais aussi une ligne comme les LGV ou bien la CCVG (commande centralisée voie de gauche : commande centralisée d'une ligne à voie unique avec croisements dans des établissements sur la voie de gauche). Aujourd'hui, on s'oriente vers des postes à grand rayon d'action, où de leur "cabine", les aiguilleurs ont la maitrise de plusieurs postes télécommandés à accès sécurisé et sont assistés, pour la gestion des divers points d'arrêt (parfois une dizaine), d'agents d'information voyageurs.
Une évolution par rapport au PRS est constituée par le PRG : le poste d'aiguillage tout relais à câblage géographique.
Les PRG sont apparus à la fin des années 1960. Ce type de poste se base sur le câblage géographique des circuits électriques, déjà appliqué dans les années 1910 par les postes d'aiguillage type "Descubes" tout électrique de la Compagnie des chemins de fer de l'EST.

#### La dernière évolution: l'ère informatique
C'est en 1984 que fut exploité en France le premier poste à relais à commande informatique : le pupitre du PRG est remplacé par un clavier et un moniteur. Pour les postes importants un TCO complète l'équipement.
L'intérêt du PRCI est la programmation : l'aiguilleur peut programmer des séquences d'itinéraires sur un service complet, ce qui lui permet de se concentrer sur la gestion des conflits de circulations et, entre autres, de gérer un secteur toujours plus important.
Outre les déclinaisons en PIPC (Poste Informatique à technologie PC) ou PAI qui ont vu disparaître les relais électro-mécaniques, c'est l'Interface Homme Machine (ou IHM) qui fait l'objet des dernières recherches : ou comment rendre le dialogue Homme/ Machine plus aisé. Car la multiplication d'écrans ne simplifie pas toujours le métier !

## Les installations selon leur utilisation

### Les postes sur les voies de service
Il existe différents postes de voies de service selon l'étendue, la complexité des faisceaux de voie:
Pour un chantier « généraliste » (stationnement, réception, manœuvre…) :
- Le PIVOS (poste informatique de voies de service). Ce poste est un poste à itinéraires à commande informatique. Il peut commander les différents types de zone mais il ne commande pas les installations des voies de circulation classées voie principales ni les triages. Les liaisons avec les postes de VP s'effectuent soit par aiguilles de liaison soumises à autorisation donnée par le poste, soit par enclenchement de sens entre postes.
- Lorsqu'il s'agit de commander des aiguilles de voies de service à partir d'un poste de VP la commande est réalisé par un PRCI, PRG, PAI ou un PIPC. Le PVSI (Poste de Voies de Service Informatisé) version informatisée des manettes du PMV, a été installé en nombre limité en complément de PRCI. Il a été avantageusement remplacé par le PRCI de zone S.

Pour les Zones d'échange entre faisceaux :
- Le PEI (poste à éléments d'itinéraires). Ce poste est souvent installé en complément d'installations de PMV ou de PMI. Il se compose, pour chaque élément d'itinéraire, d'une manette à 3 positions. Pour les chantiers importants des installations informatisées (PIVOS) peuvent être utilisées.

Pour un faisceau de débranchement (butte de manœuvre dans un triage) :
- Le PMI (poste à manettes individuelles). Il est composé d'une manette libre à deux positions par aiguille. Les aiguilles sont enclenchées uniquement par l'occupation d'une zone électrique propre.
- Dans d'anciens triages de taille moyenne, il existe des postes de débranchement dits « postes à billes RL», du nom de Robert Lévi, son inventeur, qui ont été remplacés dans certains cas par des PED (poste électronique de débranchement). Ces postes peuvent être complétés par la technique « tir au but », permettant d'automatiser le fonctionnement des freins de voie.

Pour faisceaux de réception, de relais, de départ… :
- Le PMV (poste à manettes de voie). Il se compose d'une manette par voie, à trois positions. La protection par aiguille est réalisée sur toutes les voies sauf une. A la différence du PMI, les aiguilles sont enclenchées par transit rigide.

### Les postes sur les voies principales
La technologie varie selon les refontes d'exploitation, la capacité du poste (en nombre d'itinéraires)…
Par ordre chronologique d'apparition on trouve :
- le poste à commandes individuelles ;
- le Poste d'aiguillage tout relais à transit souple (PRS);
- le Poste d'aiguillage tout relais à câblage géographique(PRG) ;
- le poste d'aiguillage à relais à commande informatique (PRCI);
- le poste d'aiguillage informatique (PAI) ;
- le Poste d'aiguillage informatique à technologie PC (PIPC);
- le poste d'aiguillage à système d'enclenchement intégré (SEI).

### Galerie

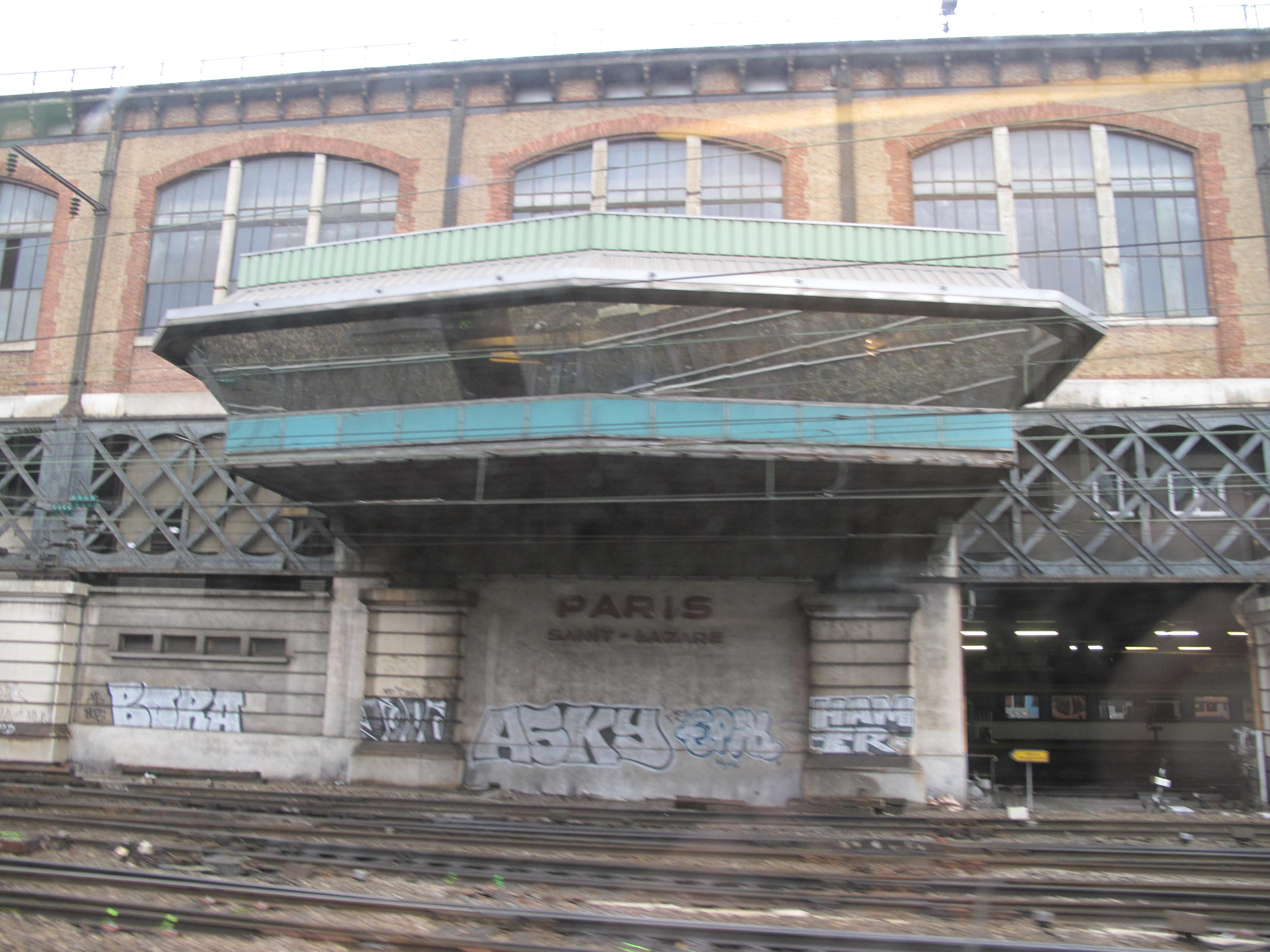
Poste d'aiguillage de la gare de Paris-Saint-Lazare.
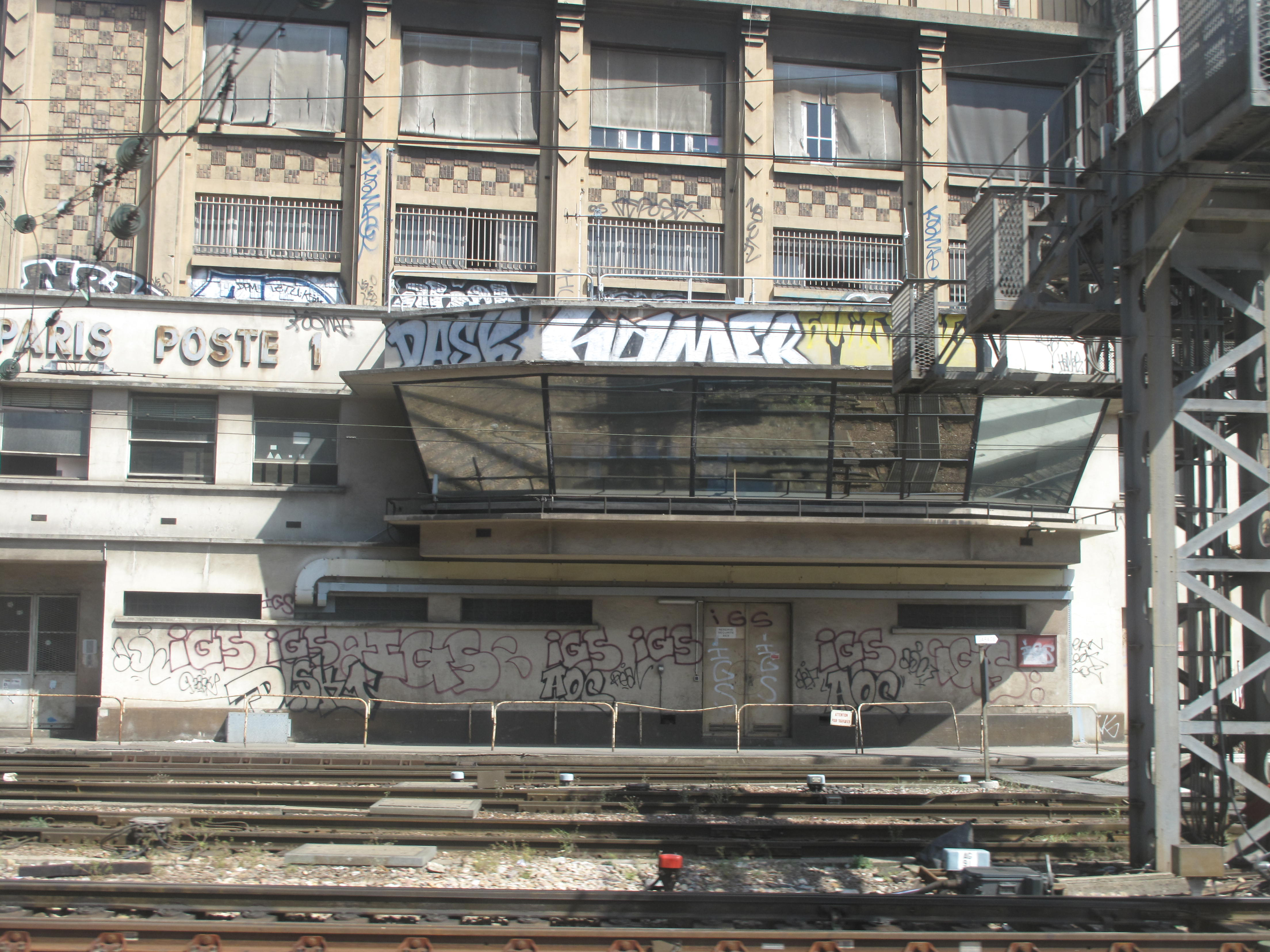
Poste d'aiguillage de la gare de Paris-Est.
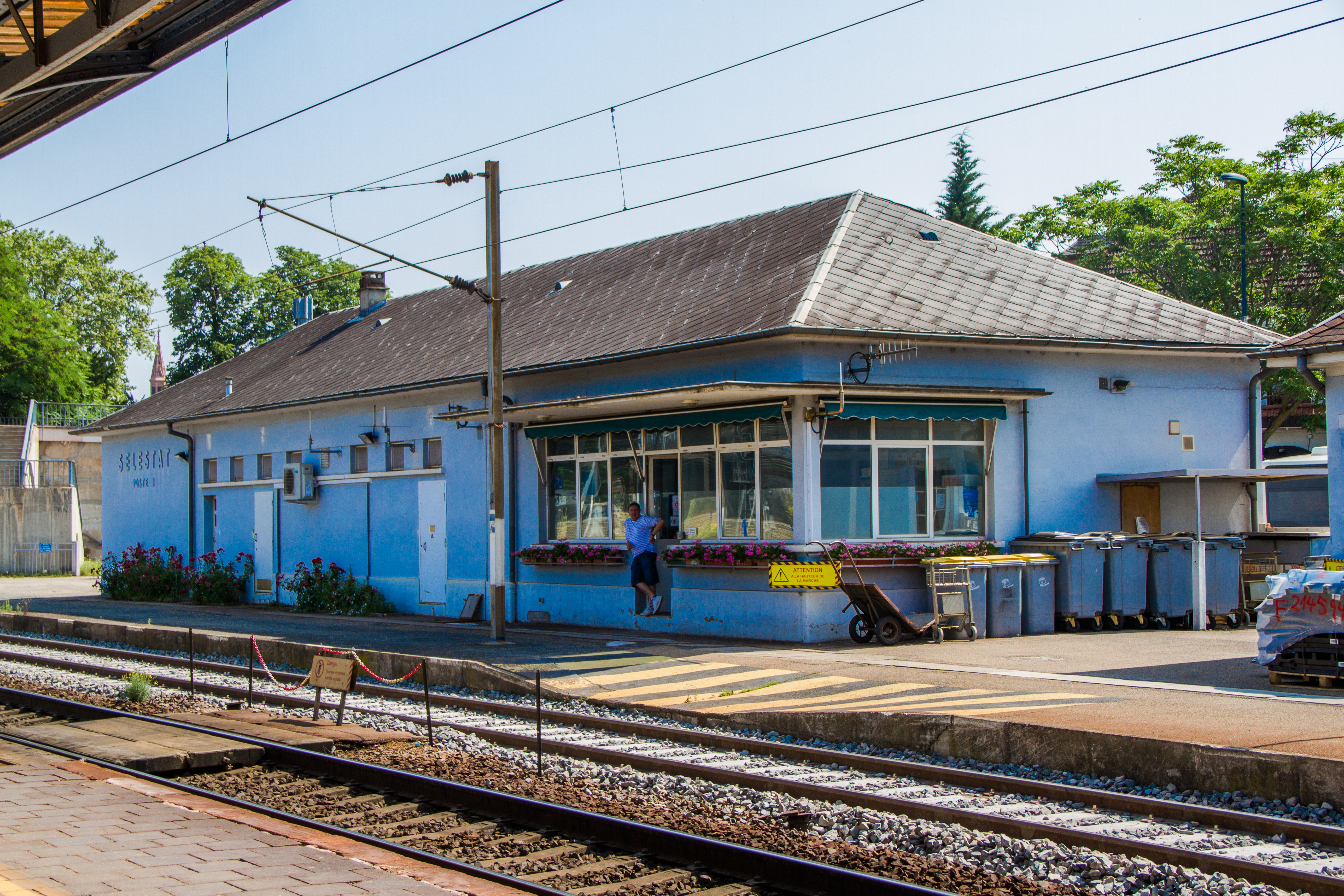
Poste d'aiguillage de la gare de Sélestat, séparé du bâtiment voyageurs mais non surélevé.
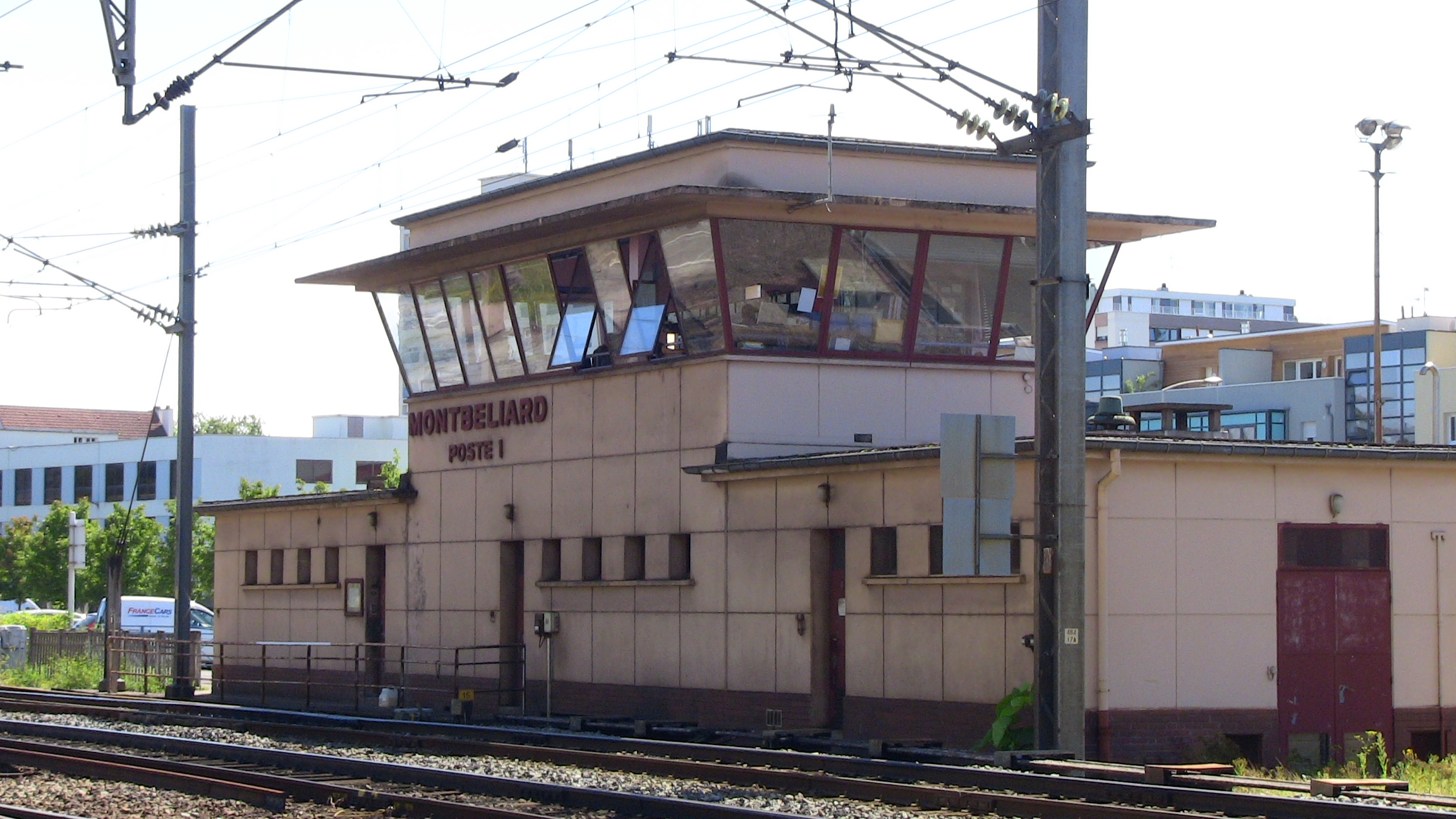
Poste d'aiguillage de la gare de Montbéliard.
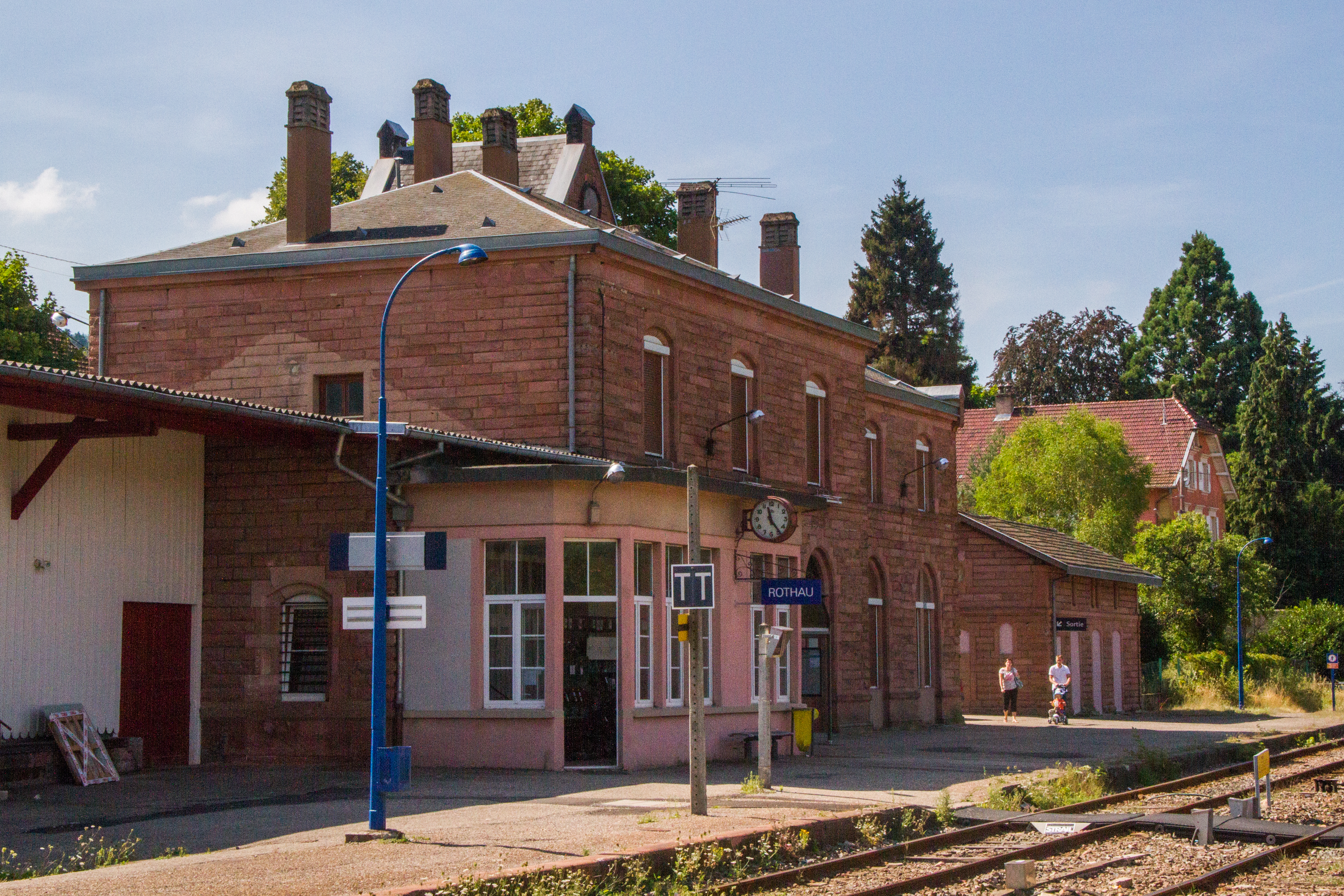
Le poste d'aiguillage de la gare de Rothau est accolé au bâtiment voyageurs.